# Електрохімічний градієнт

Відмінності в концентрації іонів на протилежних сторонах клітинної мембрани — градієнти — проникнення K^{+}

Електрохімічний градієнт — градієнт електрохімічного потенціалу, зазвичай для іона, який може проникати через мембрану.
Електрохімічний градієнт мембрани складається з двох градієнтів: концентрації і мембранного потенціалу. Градієнтом концентрації називається різниця концентрацій речовини по обидва боки мембрани. Градієнтом мембранного потенціалу називається градієнт електричного поля в мембрані — внутрішня сторона мембрани зазвичай заряджена негативно по відношенню до зовнішньої. Такий потенціал (різниця потенціалів) полегшує проникнення в клітину позитивно заряджених іонів, але перешкоджає проникненню іонів, заряджених негативно.